# 能美町高田
能美町高田（のうみちょうたかた）は、江田島市の大字。

## 地理
能美島の中部に位置し、江田島湾に面する。南で能美町中町、西で沖美町三吉に接する。江田島湾の湾口である津久茂瀬戸を挟んだ対岸に江田島町津久茂がある。

## 歴史
1889年の町村制施行により佐伯郡高田村が成立した。
1955年に鹿川町・中村と合併して能美町大字高田となった。
2004年に能美町外3町が合併して江田島市が誕生した。能美町大字高田は江田島市能美町高田に引き継がれた。

## 教育
江田島市立中町小学校（中町）と江田島市立能美中学校（中町）の校区内である。
かつて高田小学校が存在したが、江田島市の学校再編によって2014年に中町小学校に統合された。高田小学校の跡は高田交流プラザとして利用されている。

## 交通

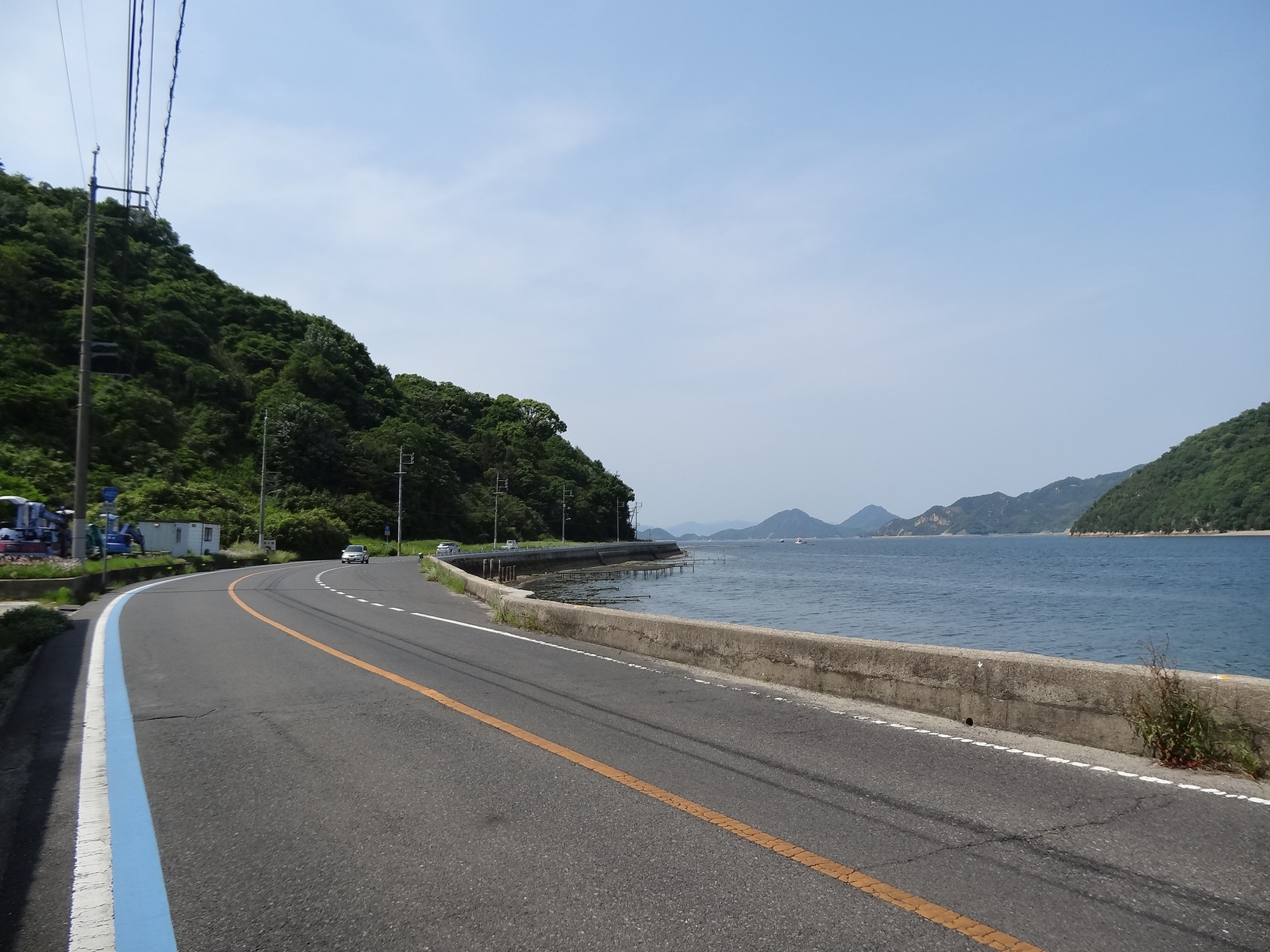
国道487号と津久茂瀬戸

### 道路
中町から津久茂瀬戸の岸まで国道487号が通る。対岸の江田島町津久茂まで国道487号の海上区間となっている。
国道487号との交点から沖美町三吉に向けて広島県道36号高田沖美江田島線が通じている。

### 海上交通
高田港は南東にある中町港と共に中田港として管理されている。高田桟橋では広島港（宇品）との間で定期船が運行されている。

## 通信
- 高田郵便局[6]

## 仏閣
- 光源寺

## 参考資料
- 藤岡徳次郎 編『佐伯郡制誌』佐伯郡地方振興財団、1929年3月30日。NDLJP:1241536。
- 「確認された合併協定項目」『明日へのかけはし』第20号、江田島町・能美町・沖美町・大柿町合併協議会、2004年6月。2022年7月30日閲覧。